# (4825) Ventura
(4825) Ventura ist ein Asteroid des Hauptgürtels, der am 11. Februar 1988 vom belgischen Astronomen Eric Walter Elst am La-Silla-Observatorium der Europäischen Südsternwarte (IAU-Code 809) entdeckt wurde.
Der Asteroid wurde nach der Stadt Ventura benannt, die Verwaltungssitz von Ventura County im US-Bundesstaat Kalifornien ist.